# Resusci Anne

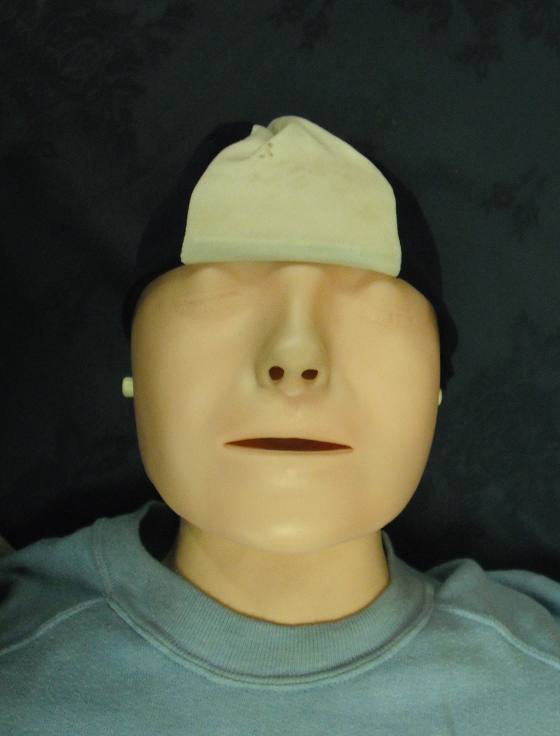
Resusci Anne

Resusci Anne, còn có tên Rescue Anne, Resusci Annie, CPR Annie, hay Resuscitation Annie là loại búp bê kích thước người thật dùng làm giáo cụ để dạy phương pháp hồi sức tim phổi (CPR).

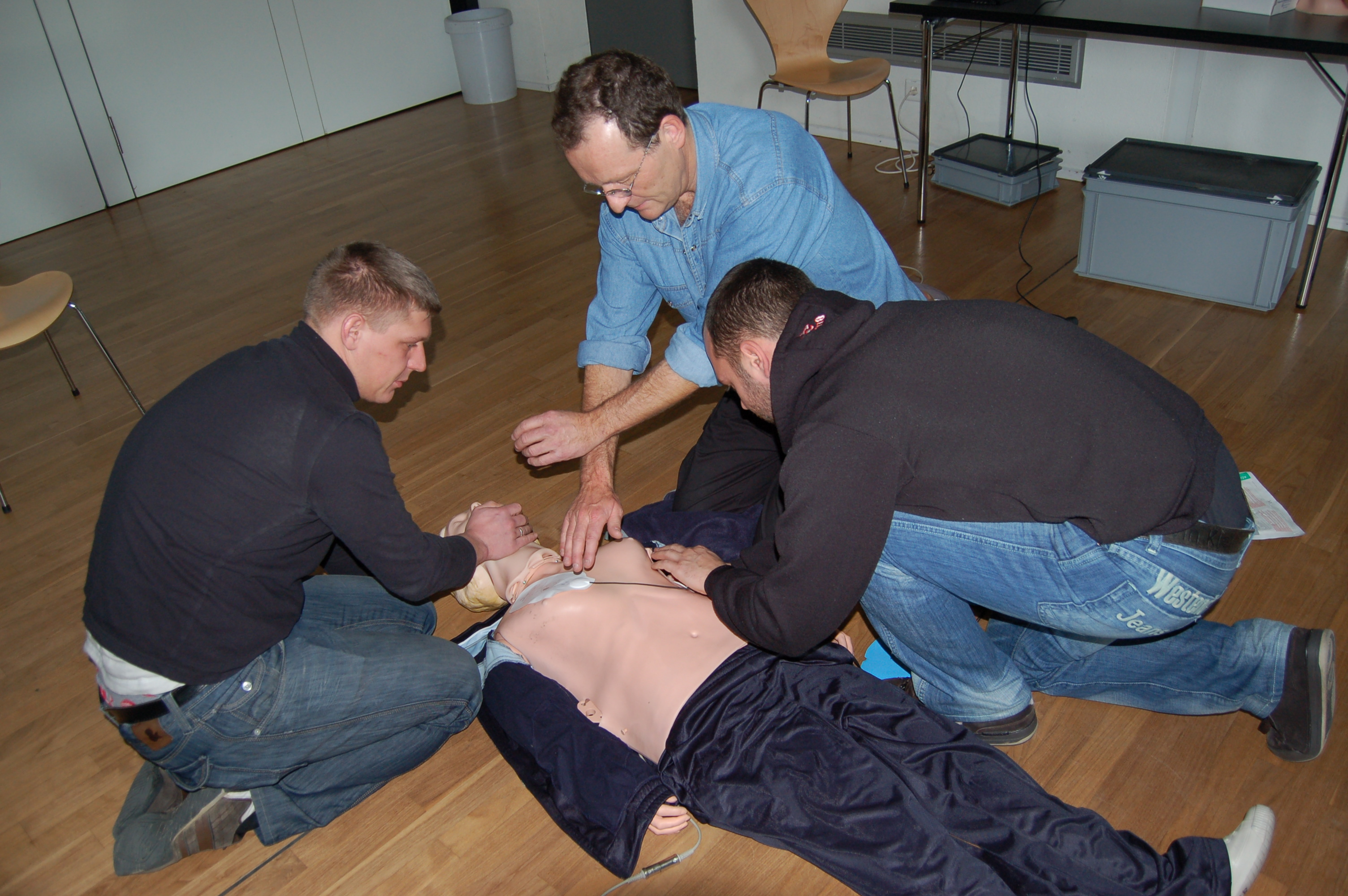
Thực hành kỹ thuật CPR

## Thiếu nữ vô danh của sông Seine
Cuối những năm 1880, người ta tìm thấy xác một cô gái trẻ chết trên sông Seine, do không phát hiện vết thương nào trên người cô nên kết luận cô đã tự tử. Cô gái khoảng 16 tuổi, không xác định được danh tính. Sau khi vớt lên bờ, người ta đặt thi thể cô tại nhà xác Paris. Đám đông dần nhận ra dù đã chết nhưng cô gái vẫn có một sức cuốn hút kỳ lạ, có nét gì đó thanh thản xuất hiện trên khuôn mặt cô, đủ để khiến mọi người xung quanh chẳng thể rời mắt
Một nhân viên nhà xác, vì cảm thấy quá ám ảnh với xác chết đó nên đã đặt một chiếc mặt nạ thạch cao với khuôn mẫu là mặt cô gái vô danh. Chẳng lâu sau khi xuất hiện, chiếc mặt nạ nhanh trở thành một tác phẩm nổi tiếng, người Paris thi nhau sao chép lại khuôn mặt ấy, họ đặt ở khắp mọi nơi, trong nhà, cửa hàng lưu niệm, phòng tranh. Vẻ quyến rũ của cô gái vô danh dần lan ra khắp châu Âu. Không chỉ xuất hiện trong hội họa, điêu khắc mà còn cả trong văn học phương Tây.

## Búp bê Resusci Anne
Asmund Laerdal, một nhà sản xuất đồ chơi ở Na Uy, trong một lần cứu con trai Tore khỏi chết đuối, ông đã kéo con trai lên bờ và thực hiện ép nước ra khỏi đường thở. Từ sự kiện tình cờ này, ông nhận thức được ý nghĩa của việc giải cứu những người đuối nước. Sau này, khi có lời đề nghị từ nhóm bác sĩ gây mê muốn Laerdal giúp tạo ra loại búp bê kích thước thật phục vụ chứng minh mức độ hiệu quả của kỹ thuật hồi sức cấp cứu mới gọi là CPR - hồi sức tim phổi, ông đã bắt tay vào làm ngay.
Laerdal kết hợp cùng với bác sĩ người Áo nổi tiếng Peter Safar, người đi đầu trong phương pháp CPR, tạo ra một mô hình búp bê kích thước người thật. Ông đã phóng to con búp bê đồ chơi Anne nổi tiếng của mình lên, có thể đàn hồi để thực hành ép lồng ngực và miệng có thể mở ra mô phỏng quá trình hà hơi thổi ngạt.
Laerdal đã chọn khuôn mặt thanh thản của "L’Inconnue de la Seine" làm khuôn mặt cho sản phẩm của mình. Peter Safar và Asmund Laerdal đã đặt tên cho búp bê đó là Resusci Anne. Vào thời điểm những năm 1960, Resusci Anne không phải hình nộm CPR duy nhất nhưng được coi là búp bê mô phỏng bệnh nhân thành công nhất.
Từ đó đến nay, Resusci Anne đã được sử dụng rộng rãi để đào tạo và thực tập kỹ thuật CPR. Đó là lí do tại sao mọi người cho rằng Resusci Anne là khuôn mặt được hôn nhiều nhất lịch sử.